# X Factor 2010 (Danmark)
X Factor 2010 var 3. sæson af den danske udgave af det britiske talentshow X Factor, der havde premiere fredag den 1. januar 2010 på DR1. Vinderen blev Thomas i finalen mod Tine den 27. marts 2010 i Parken. Remee vendte tilbage som dommer, mens Thomas Blachman og Lina Rafn var erstattet af Soulshock og Pernille Rosendahl. Værten var Signe Muusmann, der tog over fra Lise Rønne.

## Konkurrencens forløb
Dommerpanelet bestod af producer Remee, der har været med siden sæson 1, The Storm-sangerinde Pernille Rosendahl, der erstattede Lina Rafn, og producer Soulshock, der erstattede Thomas Blachman. Værtsrollen blev forestået af den tidligere TV 2-vært Signe Muusmann, der erstattede Lise Rønne.
De første tre programmer bestod af auditions i Århus og København. Efterfølgende var deltagerne igennem en ekstra udskillelsesrunde i DR's Koncerthus til en såkaldt superbootcamp, hvor det også blev afsløret hvem af dommerne der fik hvilke kategorier. Remee fik kategorien med solister under 25, mens Pernille Rosendahl fik dem over 25. Soulshock blev mentor for grupperne. De næste to afsnit bestod af de traditionelle bootcamps, hvor hver dommer skulle vælge deres tre endelige finalister ud af deres tilbageværende fem artister eller grupper. Her havde Remee sanger og producer Thomas Troelsen til at hjælpe sig, mens Pernille Rosendahl fik hjælp fra sanger Nikolaj Steen, og Soulshock fra koreografen Toniah Pedersen og tidligere News-trommeslager og vokalproducer Peter Biker.
Konkurrencen frem mod semifinalen var tæt, og både Daniel, Tine og The Fireflies oplevede at komme i farezonen, men undgå denne den følgende uge. I ugen op til 5. runde den 12. marts førte B.T. en kampagne til fordel for Tine. Da Remee efter sms-afstemningen blev tvunget til at vælge mellem to af sine kandidater, Jesper og Anna, forlod han salen i to minutter, inden han i en tårevædet afsked valgte at sende Anna hjem. Herefter rejste BT krav om, at Anna skulle tilgodeses med en ekstra chance med den begrundelse, at der havde været fejl i stemmeoptællingen. DR's ansvarlige for udsendelsen erklærede, at alt var gået rigtigt til, men lovede samtidig, at semifinale og finale vil blive overvåget af en uvildig revisor.

## Finalen
Finalen blev afholdt lørdag den 27. marts 2010 i Parken i København, med Signe Muusmann og Felix Smith som værter og næsten 40.000 tilskuere. De tre finalister skulle hver synge to sange, hvoraf anden sang var en duet med én af de fire gæstestjerner, Medina, Dúné, Alphabeat og Erik Hassle. De to finalister med flest stemmer skulle derefter synge deres version af vindersangen, og den endelige vinder blev også fundet ved sms-stemmer.

## Vindersangen
Vindersangen "My Dream", som vinderen af X Factor udgiver som første single, er skrevet og produceret af de tre dommere Remee, Pernille Rosendahl og Soulshock. Den er lavet i tre forskellige versioner til hver af de tre finalister, Tine, Jesper og Thomas, der hver skal synge sangen i finalen.

## Finalister og kategorier
De ni finalister der gik videre til de endelige liveshows blev afsløret i programmet den 5. februar.
     – Vinder
     – Andenplads
     – Trejdeplads
     – Udstemt
| Kategori (Mentor)   | Artist         | Artist           | Artist           |
| ------------------- | -------------- | ---------------- | ---------------- |
| Under 25 (Remee)    | Tine Midtgaard | Jesper Boesgaard | Anna Nygaard     |
| Over 25 (Rosendahl) | Peter Søberg   | Thomas Ring      | Daniel Vensgaard |
| Grupper (Soulshock) | 8210           | The Fireflies    | In-Joy           |

## Live shows

### Statistik
Farvekoder:
| – | Remee som mentor (Under 25)             |
| – | Soulshock som mentor (Grupper)          |
| – | Pernille Rosendahl som mentor (Over 25) |

| – | Vinder                                                                            |
| – | Andenplads                                                                        |
| – | Deltageren var blandt de to med laveste stemmer, og skulle synge igen I Farezonen |
| – | Deltageren blev råbt op som værende gået videre (vilkårlig rækkefølge)            |
| – | Deltageren fik færrest seerstemmer og røg som følge heraf direkte ud              |

| Deltager            | Deltager            | Uge 1                    | Uge 2                    | Uge 3               | Uge 4                            | Uge 5                          | Uge 6 | Uge 7 | Uge 7 |
| Deltager            | Deltager            | Uge 1                    | Uge 2                    | Uge 3               | Uge 4                            | Uge 5                          | Uge 6 | 1. runde | 2. runde |
| ------------------- | ------------------- | ------------------------ | ------------------------ | ------------------- | -------------------------------- | ------------------------------ | --- | --- | --- |
| 1                   | Thomas Ring         |                          |                          |                     |                                  |                                | | | Vinder (Uge 7) |
| 2                   | Tine Midtgaard      |                          |                          |                     |                                  |                                | | | Andenplads (Uge 7) |
| 3                   | Jesper Boesgaard    |                          |                          |                     |                                  |                                | | 3. | Udstemt (Uge 7) |
| 4                   | The Fireflies       |                          |                          |                     |                                  |                                | 4. | Udstemt (Uge 6) | Udstemt (Uge 6) |
| 5                   | Anna Nygaard        |                          |                          |                     |                                  |                                | Udstemt (Uge 5) | Udstemt (Uge 5) | Udstemt (Uge 5) |
| 6                   | Daniel Vensgaard    |                          |                          |                     |                                  | Udstemt (Uge 4)                | Udstemt (Uge 4) | Udstemt (Uge 4) | Udstemt (Uge 4) |
| 7                   | 8210                |                          |                          |                     | Udstemt (Uge 3)                  | Udstemt (Uge 3)                | Udstemt (Uge 3) | Udstemt (Uge 3) | Udstemt (Uge 3) |
| 8                   | In-Joy              |                          |                          | Udstemt (Uge 2)     | Udstemt (Uge 2)                  | Udstemt (Uge 2)                | Udstemt (Uge 2) | Udstemt (Uge 2) | Udstemt (Uge 2) |
| 9                   | Peter Søberg        |                          | Udstemt (Uge 1)          | Udstemt (Uge 1)     | Udstemt (Uge 1)                  | Udstemt (Uge 1)                | Udstemt (Uge 1) | Udstemt (Uge 1) | Udstemt (Uge 1) |
|                     |                     |                          |                          |                     |                                  |                                | | | |
| Laveste stemmer     | Laveste stemmer     | In-Joy, Peter Søberg     | In-Joy, Daniel Vensgaard | 8210, The Fireflies | Tine Midtgaard, Daniel Vensgaard | Anna Nygaard, Jesper Boesgaard | Ingen dommerstemmer eller deltagere i farezone: Det er alene offentlige stemmer der afgør, hvem der bliver elimineret, og hvem der i sidste ende vinder. | Ingen dommerstemmer eller deltagere i farezone: Det er alene offentlige stemmer der afgør, hvem der bliver elimineret, og hvem der i sidste ende vinder. | Ingen dommerstemmer eller deltagere i farezone: Det er alene offentlige stemmer der afgør, hvem der bliver elimineret, og hvem der i sidste ende vinder. |
| Soulshock stemte ud | Soulshock stemte ud | Peter Søberg             | Daniel Vensgaard         | 8210                | Daniel Vensgaard                 | Jesper Boesgaard               | Ingen dommerstemmer eller deltagere i farezone: Det er alene offentlige stemmer der afgør, hvem der bliver elimineret, og hvem der i sidste ende vinder. | Ingen dommerstemmer eller deltagere i farezone: Det er alene offentlige stemmer der afgør, hvem der bliver elimineret, og hvem der i sidste ende vinder. | Ingen dommerstemmer eller deltagere i farezone: Det er alene offentlige stemmer der afgør, hvem der bliver elimineret, og hvem der i sidste ende vinder. |
| Rosendahl stemte ud | Rosendahl stemte ud | In-Joy                   | In-Joy                   | 8210                | Tine Midtgaard                   | Anna Nygaard                   | Ingen dommerstemmer eller deltagere i farezone: Det er alene offentlige stemmer der afgør, hvem der bliver elimineret, og hvem der i sidste ende vinder. | Ingen dommerstemmer eller deltagere i farezone: Det er alene offentlige stemmer der afgør, hvem der bliver elimineret, og hvem der i sidste ende vinder. | Ingen dommerstemmer eller deltagere i farezone: Det er alene offentlige stemmer der afgør, hvem der bliver elimineret, og hvem der i sidste ende vinder. |
| Remee stemte ud     | Remee stemte ud     | Peter Søberg             | In-Joy                   | The Fireflies       | Daniel Vensgaard                 | Anna Nygaard                   | Ingen dommerstemmer eller deltagere i farezone: Det er alene offentlige stemmer der afgør, hvem der bliver elimineret, og hvem der i sidste ende vinder. | Ingen dommerstemmer eller deltagere i farezone: Det er alene offentlige stemmer der afgør, hvem der bliver elimineret, og hvem der i sidste ende vinder. | Ingen dommerstemmer eller deltagere i farezone: Det er alene offentlige stemmer der afgør, hvem der bliver elimineret, og hvem der i sidste ende vinder. |
| Udstemt             | Udstemt             | Peter Søberg Niendeplads | In-Joy Ottendeplads      | 8210 Syvendeplads   | Daniel Vensgaard Sjetteplads     | Anna Nygaard Femteplads        | The Fireflies Fjerdeplads | Jesper Boesgaard Tredjeplads | Tine Midtgaard Andenplads |
| Udstemt             | Udstemt             | Peter Søberg Niendeplads | In-Joy Ottendeplads      | 8210 Syvendeplads   | Daniel Vensgaard Sjetteplads     | Anna Nygaard Femteplads        | The Fireflies Fjerdeplads | Jesper Boesgaard Tredjeplads | Thomas Ring Vinder |
| Kilde               | Kilde               | [ 12 ]                   | [ 13 ]                   | [ 14 ]              | [ 15 ]                           | [ 16 ]                         | [ 17 ] | [ 18 ] [ 2 ] | [ 18 ] [ 2 ] |

### Uge til uge

#### Uge 1 (12. februar)
- Tema: Frit valg

| Rækkefølge | Artist        | Sang (original kunstner)               | Resultat     |
| ---------- | ------------- | -------------------------------------- | ------------ |
| 1          | Tine          | "Just Like a Pill" (Pink)              | Stemt Videre |
| 2          | Peter         | "Hold On" (Jamie Walters)              | Stemt ud     |
| 3          | 8210          | "Tik Tok" (Kesha)                      | Stemt Videre |
| 4          | Anna          | "You Know I'm No Good" (Amy Winehouse) | Stemt Videre |
| 5          | Daniel        | "Hurtful" (Erik Hassle)                | Stemt Videre |
| 6          | The Fireflies | "You're Still the One" (Shania Twain)  | Stemt Videre |
| 7          | Jesper        | "Uprising" (Muse)                      | Stemt Videre |
| 8          | In-Joy        | "Down" (Jay Sean)                      | I farezonen  |
| 9          | Thomas        | "Viva La Vida" (Coldplay)              | Stemt Videre |

Dommerne stemte ud
- Soulshock: Peter
- Rosendahl: In-Joy
- Remee: Peter

#### Uge 2 (19. februar)
- Tema: Michael Jackson

| Rækkefølge | Artist        | Sang (original kunstner)                          | Resultat     |
| ---------- | ------------- | ------------------------------------------------- | ------------ |
| 1          | Jesper        | "Say Say Say" (Paul McCartney og Michael Jackson) | Stemt Videre |
| 2          | The Fireflies | "Human Nature" (Michael Jackson)                  | Stemt Videre |
| 3          | Daniel        | "Black or White" (Michael Jackson)                | I farezonen  |
| 4          | In-Joy        | "Remember the Time" (Michael Jackson)             | Stemt ud     |
| 5          | Anna          | "Whatever Happens" (Michael Jackson)              | Stemt Videre |
| 6          | 8210          | "Wanna Be Startin' Somethin'" (Michael Jackson)   | Stemt Videre |
| 7          | Thomas        | "Man in the Mirror" (Michael Jackson)             | Stemt Videre |
| 8          | Tine          | "Earth Song" (Michael Jackson)                    | Stemt Videre |

Dommerne stemte ud
- Rosendahl: In-Joy
- Soulshock: Daniel
- Remee: In-Joy

#### Uge 3 (26. februar)
- Tema: Rock
- Gæsteartist: The Storm ("Honesty")

| Rækkefølge | Artist        | Sang (original kunstner)                     | Resultat     |
| ---------- | ------------- | -------------------------------------------- | ------------ |
| 1          | Thomas        | "When You Were Young" (The Killers)          | Stemt Videre |
| 2          | Anna          | "Fighter" (Christina Aguilera)               | Stemt Videre |
| 3          | 8210          | "Walk This Way" (Aerosmith)                  | Stemt ud     |
| 4          | Tine          | "Sweet Child o' Mine" (Guns N' Roses)        | Stemt Videre |
| 5          | Jesper        | "Dry Lips" (Dúné)                            | Stemt Videre |
| 6          | The Fireflies | "Wake Me Up When September Ends" (Green Day) | I farezonen  |
| 7          | Daniel        | "Are You Gonna Go My Way" (Lenny Kravitz)    | Stemt Videre |

Dommerne stemte ud
- Rosendahl: 8210
- Remee: The Fireflies
- Soulshock: 8210

#### Uge 4 (5. marts)
- Tema: UK Number Ones[22]
- Gæsteartist: Cheryl Cole ("Fight for This Love")[23]

| Rækkefølge | Artist        | Sang (original kunstner)                         | Resultat     |
| ---------- | ------------- | ------------------------------------------------ | ------------ |
| 1          | Daniel        | "Paint It Black" (The Rolling Stones)            | Stemt ud     |
| 2          | Jesper        | "Fireflies" (Owl City)                           | Stemt Videre |
| 3          | Anna          | "American Boy" (Estelle feat. Kanye West)        | Stemt Videre |
| 4          | Thomas        | "Mad World" (Michael Andrews & Gary Jules)       | Stemt Videre |
| 5          | Tine          | "Sex on Fire" (Kings of Leon)                    | I farezonen  |
| 6          | The Fireflies | "Bridge over Troubled Water" (Simon & Garfunkel) | Stemt Videre |

Dommerne stemte ud
- Remee: Daniel
- Rosendahl: Tine
- Soulshock: Daniel

#### Uge 5 (12. marts)
- Tema: James Bond akkompagneret af DR Big Bandet[24]

| Rækkefølge | Artist        | Sang (original kunstner)             | Resultat     |
| ---------- | ------------- | ------------------------------------ | ------------ |
| 1          | Tine          | "Licence to Kill" (Gladys Knight)    | Stemt Videre |
| 2          | Anna          | "Tomorrow Never Dies" (Sheryl Crow)  | Stemt ud     |
| 3          | Jesper        | "A View to a Kill" (Duran Duran)     | I farezonen  |
| 4          | The Fireflies | "For Your Eyes Only" (Sheena Easton) | Stemt Videre |
| 5          | Thomas        | "You Know My Name" (Chris Cornell)   | Stemt Videre |

Dommerne stemte ud
- Soulshock: Jesper
- Rosendahl: Anna
- Remee: Anna

#### Uge 6 (19. marts)
- Temaer: Gasolin' og seernes valg[25][26]

| Rækkefølge | Artist        | Gasolin' sang (original kunstner)     | Rækkefølge | Seernes valg                   | Resultat     |
| ---------- | ------------- | ------------------------------------- | ---------- | ------------------------------ | ------------ |
| 1          | Jesper        | "Kvinde min" (Gasolin')               | 5          | "Speed of Sound" (Coldplay)    | Stemt Videre |
| 2          | The Fireflies | "Hvad gør vi nu, lille du" (Gasolin') | 6          | "Jolene" (Dolly Parton)        | Stemt ud     |
| 3          | Thomas        | "Langebro" (Gasolin')                 | 7          | "Karma Police" (Radiohead)     | Stemt Videre |
| 4          | Tine          | "This Is My Life" (Gasolin')          | 8          | "Black Velvet" (Alannah Myles) | Stemt Videre |

#### Uge 7 (27. marts)
- Temaer: Frit valg; duet med gæstestjerne; vindersangen[28]
- Gæsteartister: Alphabeat ("Fascination" (med Linda Andrews, Tine, Jesper og Thomas) og "DJ"), Erik Hassle ("Don't Bring Flowers"), Dúné ("Dry Lips"), Medina ("Vi to")
- Gruppeoptrædener: "Hvad nu hvis" (Alex feat. Nik & Jay, fremført af tidligere audition-deltagere), "With a Little Help from My Friends" (The Beatles, fremført af de 9 finalister)

| Rækkefølge | Artist | Frit valg (original kunstner)           | Rækkefølge | Duet med gæstestjerne (artist) | Rækkefølge | Vindersangen | Resultat    |
| ---------- | ------ | --------------------------------------- | ---------- | ------------------------------ | ---------- | ------------ | ----------- |
| 1          | Jesper | "Born to Be Wild" (Steppenwolf)         | 5          | "Let Go Of Your Love" (Dúné)   |            |              | Tredjeplads |
| 2          | Tine   | "If That's What It Takes" (Céline Dion) | 4          | "Hurtful" (Erik Hassle)        | 7          | "My Dream"   | Andenplads  |
| 3          | Thomas | "With or Without You" (U2)              | 6          | "Ensom" (Medina)               | 8          | "My Dream"   | Vinder      |